# Kukës
Kukës es una ciudad de Albania, capital del distrito de Kukës y del condado homónimo. Con una población de 16.000 habitantes, es el decimoctavo municipio más habitado del país.
Se encuentra situada en la llanura de Luma, cerca de la confluencia de los ríos Drin Negro y Drin Blanco, y está rodeada por el lago Fierza y por las colinas de los montes Korab y Šar. Los primeros asentamientos en la zona se remontan al periodo ilirio; tiempo atrás fue un punto de paso en la vía Egnatia que conectaba desde Dirraquio, sobre el mar Adriático, hasta Bizancio en el este. La ciudad original fue demolida en los años 1970 para facilitar la construcción de un lago artificial y una central hidroeléctrica, así que la nueva Kukës se erigió en un terreno cercano a 320 metros sobre el nivel del mar.
Debido a su condición de enclave fronterizo, Kukës jugó un importante papel en la guerra de Kosovo al haber acogido más de 400.000 refugiados albanokosovares en campamentos. Su ejemplo le valió la nominación al Premio Nobel de la Paz en el 2000, convirtiéndose en la primera ciudad que optaba a ese reconocimiento.